# Avram Ciocoiu
Avram Ciocoiu (n. 1 ianuarie 1867,comuna Checheș, comitatul Timiș, Regatul Ungariei – d. secolul al XX-lea) a fost un preot român și delegat la Marea Adunare Națională de la Alba Iulia din 1 decembrie 1918.

## Biografie
A urmat cursurile școlii gimnaziale în Lugoj și în Blaj; teologia în Caransebeș. În anul 1890 a fost hirotonit de P.S. Episcop Nicolae Popea, ca preot la parohia ortodoxă românească, din comuna Vucova, jud.Timiș. A fost investit cu dreptul de a purta „brâu roșu” în 1939 a mai fost investit cu dreptul de a purta și „blane roșii”, adică a fost pus în rândul protopopilor.
A fost delegat din partea cercului III Rittberg, la Marea Adunare Națională de la Alba – Iulia din 1 decembrie 1918 la care s-a decretat unirea Transilvaniei cu România.